# Worlds Apart (Album)
Worlds Apart ist das vierte Studioalbum der texanischen Band … And You Will Know Us by the Trail of Dead. Es wurde im Laufe des Jahres 2004 aufgenommen und am 24. Januar 2005 über Interscope Records veröffentlicht.
Das Album erreichte zwar die Top 100 der britischen und US-amerikanischen Albumcharts, war jedoch im Vergleich zum Vorgängeralbum Source Tags & Codes, das sich rund doppelt so gut verkaufte, kein kommerzieller Erfolg.

## Rezensionen
Von den Kritikern wurde das Album sehr unterschiedlich aufgenommen. Während die deutsche Musikzeitschrift Visions Worlds Apart als Album des Jahres 2005 kürte, gab es beispielsweise von Pitchfork Media nur 4,0 von 10 Punkten. Allmusic und der englischsprachige Rolling Stone gaben jeweils 3,5 von 5 Punkten.

## Artwork
Das Artwork des Albums ist vom Sänger Conrad Keely selbst gezeichnet und zeigt eine große historische Schlacht und einen kunstvoll gestalteten Schriftzug des Bandnamens. In einem Interview sagte Keely bezüglich des Artworks: “I wanted an allegory depicting the history of human conflict.” (deutsch: „Ich wollte eine Allegorie, die die Geschichte menschlicher Auseinandersetzungen darstellt.“).

## Trackliste
1. Ode to Isis – 1:16
2. Will You Smile Again? – 6:50
3. Worlds Apart – 2:55
4. The Summer of '91 – 3:12
5. The Rest Will Follow – 3:20
6. Caterwaul – 4:52
7. A Classic Arts Showcase – 5:47
8. Let It Dive – 4:45
9. To Russia My Homeland – 1:25
10. All White – 1:49
11. The Best – 4:47
12. The Lost City of Refuge – 3:50
13. Mach Schau (Bonus Track) – 3:48
14. All Saints Day (Bonus Track) – 3:53

To Russia My Homeland enthält ein Solo der klassischen Violinistin Hilary Hahn.